# Parafia Miłosierdzia Bożego w Bęble
Parafia Miłosierdzia Bożego w Bęble – parafia rzymskokatolicka należąca do dekanatu Bolechowice. Została erygowana 25 grudnia 1999.